# Parafia Najświętszego Serca Pana Jezusa w Ilii
Parafia Najświętszego Serca Pana Jezusa w Ilii – rzymskokatolicka parafia znajdująca się w archidiecezji mińsko-mohylewskiej, w dekanacie wilejskim, na Białorusi.

## Historia
Parafia istnieje od 1669 r., kiedy na terenie majątku Hlebowiczów, ówczesnych właścicieli Ilii, zbudowano kościół. W XVIII w. dwór kilkakrotnie zmieniał właścicieli. W 1726 r. Michał Sawicki, łowczy Wielkiego Księstwa Litewskiego i właściciel miasteczka przeniósł drewniany kościół z majątku do centrum, a w 1772 r. Brygida Petronela Sołłohub z d. Radziwiłł zbudowała nowy drewniany budynek, konsekrowany pod wezwaniem św. Michała Archanioła. W XVIII w. przy kościele działał szpital, ufundowany w 1726 r. oraz Bractwo Jezusa i św. Różańca założone w 1772 r. Na terenie parafii znajdował się filialny kościół w Wiazyniu oraz od 1765 r. kaplica w iliańskim majątku Sołłohubów. 
Po upadku powstania styczniowego parafia została zlikwidowana, a kościół w 1866 r. przekształcony w cerkiew prawosławną. Po wydaniu w 1905 r. przez cara Mikołaja II manifestu o tolerancji religijnej, miejscowi katolicy mieli możliwość budowy nowego kościoła. W latach 1907–1909 wzniesiono murowany kościół, ufundowany przez parafian oraz Ignacego Tukałło z pobliskich Ościukowicz.  
Od lat 20. XX w. w parafii pomagały siostry Niepokalanki. Zwrócono katolikom kościół św. Michała Archanioła, który został rekonsekrowany pod wezwaniem Najświętszej Maryi Panny Różańcowej. Na skwerze w centrum Ilii w 1930 r. wybudowano kaplicę "Za poległych" upamiętniającą dwustu uczestników powstania styczniowego. Przed wybuchem II wojny światowej parafia liczyła około 1700 wiernych. Parafia obsługiwała 5 kaplic: w Obodowcach, Ościukowiczach, Wiazyniu, Starzynkach i Rajówce.
Podczas II wojny światowej spłonął kościół Matki Bożej Różańcowej, obecnie w jego miejscu znajduje się klub. Uszkodzony został budynek kaplicy powstańców styczniowych, który rozebrano w latach 50. XX w. Poważnie ucierpiał również kościół Najświętszego Serca Pana Jezusa. Po wojnie został zamknięty przez władze komunistyczne i przekształcony w mleczarnię. W latach 90. XX w. zwrócono go katolikom i odnowiono. Został ponownie konsekrowany w 1993 r. przez ks. Alojzego Kulika.

### Męczeńska śmierć o. Władysława Jasickiego
W latach 1937–1942 administratorem parafii był ks. Władysław Jasicki. W dniu 29 czerwca 1942 r. został aresztowany przez Niemców w ramach tzw. Polenaktion, akcji wymierzonej przeciw polskiej inteligencji głównie z obszaru Nowogródczyzny. Był przetrzymywany w więzieniu w Wilejce. Został zamordowany na dziedzińcu więziennym bądź w lesie koło wsi Kasuta, miejscu masowych mordów więźniów z Wilejki, dokonanych przez Rosjan w czerwcu 1941 r.

## Proboszczowie

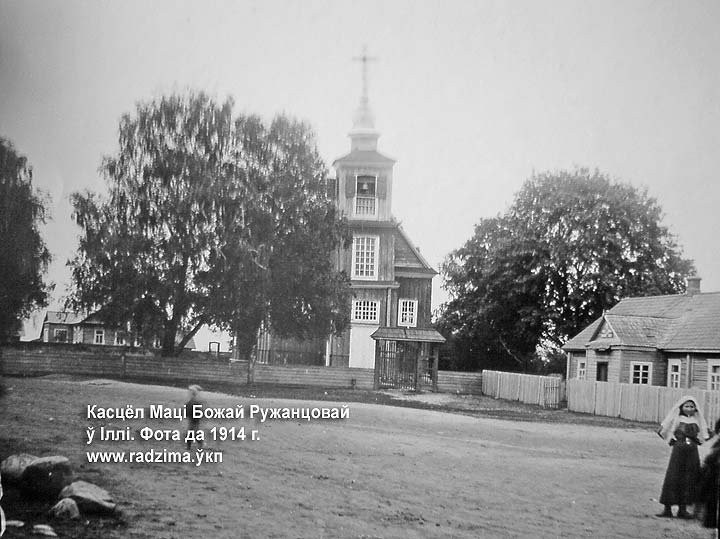
Kościół św. Michała Archanioła przekształcony w cerkiew, przed 1914 r.

| imię i nazwisko                          | daty urzędowania |
| ---------------------------------------- | ---------------- |
| o. Władysław Jasicki OCD (administrator) | 1937 – 1942      |
| ks. Aleksander Baryło (administrator)    |                  |